# Cantó de Tiercé
El cantó de Tiercé és un cantó francès del departament de Maine i Loira, situat al districte d'Angers. Té 8 municipis i el cap es Tiercé.

## Municipis
- Briollay
- Cheffes
- Écuillé
- Feneu
- Montreuil-sur-Loir
- Soucelles
- Soulaire-et-Bourg
- Tiercé

## Història
| Data d'elecció                           | Identitat         | Partit              | Qualitat |
| ---------------------------------------- | ----------------- | ------------------- | -------- |
| 1945-1958                                | Arthur Bachelot   | RI                  |          |
| 1958-1963                                | André Cointreau   | Moderat             |          |
| 1963-1989                                | René Goujon       | CD, després UDF-CDS |          |
| 1989-1994                                | Jean-Yves Justeau | Divers droite       |          |
| 1994-2001                                | Bernard Guyard    | Divers droite       |          |
| 2001-                                    | André Marchand    | Divers gauche       |          |
| les dades anteriors no són pas conegudes |                   |                     |          |
|                                          |                   |                     |          |

## Demografia
| A partir de 1990: Població sense dobles comptes |